# Циклічне діяння на пласт
Циклічне діяння на пласт — при нафто- і газовидобуванні — періодична зміна об'єму запомповування робочого аґента в пласт через всі, які є в наявності, або через групи нагнітальних свердловин, котра передбачає зміну тиску і швидкості потоків рідини з метою покращення виробки неоднорідного пласта за рахунок більш повного використання капілярних і гідродинамічних сил.

## Загальний опис
Суть методу полягає у періодичній зміні режимів закачування робочого агента (води, газу або їх суміші) в пласт через нагнітальні свердловини. Такий підхід дозволяє створювати змінні гідродинамічні умови, які сприяють мобілізації залишкових вуглеводнів та покращенню їх витіснення до видобувних свердловин.
Згідно з дослідженнями, циклічне діяння на пласт дозволяє активізувати ділянки з низькою проникністю, покращити розподіл флюїдів у пласті та зменшити ефект обводнення продукції. Особливо ефективним цей метод є при розробці пластів з високою неоднорідністю, де традиційні методи витіснення не дають бажаного результату.
У процесі циклічного діяння на пласт відбувається чергування фаз закачування та відпочинку (паузи). Під час фази закачування підвищується пластовий тиск, що сприяє проникненню робочого агента в пори пласта. У фазі відпочинку або зниження тиску відбувається релаксація порового середовища, що дозволяє флюїдам перерозподілятися та заповнювати раніше недоступні зони. Така циклічність сприяє більш повному витісненню нафти, особливо в умовах неоднорідних пластів.
Застосування циклічного діяння на пласт дозволяє підвищити нафтовіддачу на 10–15 % порівняно з традиційними методами. Це обумовлено покращенням проникності привибійної зони та зменшенням ефекту обводнення продукції.

## Застосування в практиці
Циклічне діяння на пласт знаходить широке застосування в нафтогазовій промисловості, особливо при розробці родовищ із складною геологічною будовою та високою неоднорідністю колекторів. Метод дозволяє ефективно впливати на зони з низькою проникністю, покращуючи витіснення вуглеводнів та зменшуючи обводнення продукції.
Практичне впровадження циклічного діяння вимагає ретельного планування та моніторингу. Необхідно враховувати геологічні особливості пласта, властивості флюїдів, а також технічні характеристики обладнання. Застосування сучасних технологій, таких як моделювання процесів у пласті та використання систем автоматичного управління, дозволяє оптимізувати режими закачування та підвищити ефективність методу.
Досвід провідних нафтогазових компаній свідчить про успішне застосування циклічного діяння на пласт у різних регіонах світу. Зокрема, в Західному Сибіру та на Близькому Сході впровадження цього методу дозволило суттєво підвищити нафтовіддачу та продовжити термін експлуатації родовищ.

## Перспективи розвитку технології циклічного діяння на пласт
Сучасна нафтогазова галузь перебуває в постійному пошуку нових рішень для підвищення ефективності розробки родовищ. Технологія циклічного діяння на пласт має високий потенціал для удосконалення та адаптації до складних геологічних умов, включаючи родовища з виснаженими запасами, тріщинуватими колекторами та нетрадиційними резервуарами.
Одним із перспективних напрямів є поєднання циклічного закачування з іншими методами, такими як закачування нанофлюїдів, використання поверхнево-активних речовин (ПАР), гідрофобних агентів або теплових способів (наприклад, циклічне парове впливання на пласт у важких нафтових родовищах). Це дозволяє не лише покращити рухливість нафти, а й зменшити міжфазні сили, що сприяє більш ефективному її витісненню.
Ще один напрям — цифровізація процесів: розробка математичних моделей та програмного забезпечення для моделювання циклічного впливу дозволяє прогнозувати ефективність ще на етапі проєктування. Сучасні системи керування із зворотним зв’язком можуть автоматично змінювати параметри закачування, ґрунтуючись на показниках тиску, дебіту, проникності тощо.
Дослідження, проведені останніми роками, зокрема у США (Eagle Ford, Permian), Китаї та Канаді, підтверджують високу результативність застосування методів cyclic solvent injection та cyclic gas injection у нетрадиційних пластах (shale, tight oil).